# Terryville (Connecticut)
Terryville – jednostka osadnicza w Stanach Zjednoczonych, w stanie Connecticut, w hrabstwie Litchfield.